# كأس بطولة الولايات المتحدة المفتوحة 2004
كأس بطولة الولايات المتحدة المفتوحة 2004 (بالإنجليزية: 2004 U.S. Open Cup)‏ هو موسم من كأس بطولة الولايات المتحدة المفتوحة. أشرف على تنظيمه اتحاد الولايات المتحدة لكرة القدم، وكان عدد الأندية المشاركة فيه 40، وفاز فيه سبورتينغ كانساس سيتي.